# La ciudad invisible
La ciudad invisible fue un programa  cultural de Radio 3, de Radio Nacional de España, que tomó su nombre del libro de Italo Calvino. En él se daban cita personajes de la actualidad del mundo de la creación, desde escritores y músicos hasta otros representantes alternativos, vanguardistas o convencionales. La producción se completaba con historias radiofónicas de corte humorístico, entrevistas y reportajes sobre diversos temas de calado cultural, social o histórico. A lo largo de su historia tuvo diferentes duraciones (30, 60, 90 y hasta 120 minutos), así como diferentes  ubicaciones en la parrilla de Radio 3, tanto en fin  de semana como de lunes  a viernes. El espacio desapareció de antena en agosto de 2008. 
En su primera época fue presentado por Marta Echeverría y dirigido por su creador, Javier Díez Ballesteros, contando también con locutores invitados como Fernando del Val, Amaya Noain-Sánchez, Mona León Siminiani. En sus últimas etapas, fue presentado por Juan Suárez Barquero y Alfredo Laín, con Javier Díez Ballesteros en la dirección y Leticia Audibert Amoroto en labores de redacción y producción.
Tuvo como sintonía el tema "Big Calm" de Morcheeba, sobre el que, a modo de cuaderno de bitácora, emulando el comienzo de un viaje, se presentaban los contenidos de la jornada. Otra sintonía habitual fue "Going out of my head" de Fatboy Slim.